# Dion De Neve
Dion De Neve, né le 12 juin 2001 à Alost en Belgique, est un footballeur belge qui joue au poste de défenseur ou de milieu de terrain aux Blackburn Rovers.

## Biographie

### En club

#### Formation au SV Zulte Waregem
Né à Alost, Dion De Neve est rapidement repéré par un club phare du pays à savoir le SV Zulte Waregem. Il fera toutes les classes jeunes là-bas. Il signe son premier contrat professionnel le 28 mai 2020. Le 24 juillet 2021, il joue son premier match professionnel face à l'OH Louvain lors de la première journée de Jupiler Pro League. Il marque son premier but professionnel le 18 décembre 2021 face au KV Malines.

#### KV Courtrai
Le 1er juillet 2022, il signe en faveur du KV Courtrai. Il joue son premier match le 23 juillet 2022 lors d'une défaite 2-0 face à l'OH Louvain, comptant pour la première journée de Jupiler Pro League. Le 21 janvier 2023, il marque son premier but sous ses nouvelles couleurs face au KV Malines.

#### Blackburn Rovers
Le 10 juin 2025, Courtrai annonce le départ de Dion De Neve pour la formation anglaise de Blackburn Rovers, qui évolue en Championship, et où le jeune joueur s'est engagé jusqu'en juin 2028, avec une année supplémentaire en option.

## Statistiques

### En club
| Saison                | Club                  | Championnat           | Championnat | Championnat | Championnat | Coupe nationale | Coupe nationale | Coupe nationale | Coupe de la Ligue | Coupe de la Ligue | Coupe de la Ligue | Autres compétitions | Autres compétitions | Autres compétitions | Autres compétitions | Total | Total | Total |
| Saison                | Club                  | Division              | M.          | B.          | P.d.        | M.              | B.              | P.d.            | M.                | B.                | P.d.              | Comp.               | M.                  | B.                  | P.d.                | M.    | B.    | P.d.  |
| 2021-2022             | SV Zulte Waregem      | Division 1A           | 17          | 2           | 1           | 0               | 0               | 0               | -                 | -                 | -                 | -                   | -                   | -                   | -                   | 17    | 2     | 1     |
| 2022-2023             | KV Courtrai           | Division 1A           | 14          | 1           | 1           | 1               | 0               | 0               | -                 | -                 | -                 | -                   | -                   | -                   | -                   | 15    | 1     | 1     |
| 2023-2024             | KV Courtrai           | Division 1A           | 27          | 2           | 1           | 2               | 0               | 0               | -                 | -                 | -                 | PO3+BR              | 4+2                 | 0+0                 | 0+2                 | 35    | 2     | 3     |
| 2024-2025             | KV Courtrai           | Division 1A           | 26          | 2           | 3           | 2               | 0               | 0               | -                 | -                 | -                 | PO3                 | 4                   | 0                   | 0                   | 32    | 2     | 3     |
| Sous-total            | Sous-total            | Sous-total            | 67          | 5           | 5           | 5               | 0               | 0               | -                 | -                 | -                 | -                   | 10                  | 0                   | 2                   | 82    | 5     | 7     |
| 2025-2026             | Blackburn Rovers      | Championship          | 2           | 0           | 0           | -               | -               | -               | 1                 | 1                 | 0                 | -                   | -                   | -                   | -                   | 3     | 1     | 0     |
| Total sur la carrière | Total sur la carrière | Total sur la carrière | 86          | 7           | 6           | 5               | 0               | 0               | 1                 | 1                 | 0                 | -                   | 10                  | 0                   | 2                   | 102   | 8     | 8     |